# Puerta de la Logia
La Puerta de la Logia era una puerta de la ciudad con arco de triunfo en Mesina, construida por Giacomo del Duca en 1589 y destruida por el terremoto de 1783. 

## Historia
Antes del terremoto de 1783, había numerosas puertas en Messina. En 1589 se construyó la Porta della Loggia (que recuerda a la Loggia de' Negozianti) según proyecto de Giacomo Del Duca.

## Descripción
Estaba situada a la izquierda de la Loggia dei Mercanti con la fuente de Neptuno al frente, flanqueada por la Palazzata di Messina. Desde la puerta de la Logia se extendía el actual camino de la Loggia dei Mercanti.

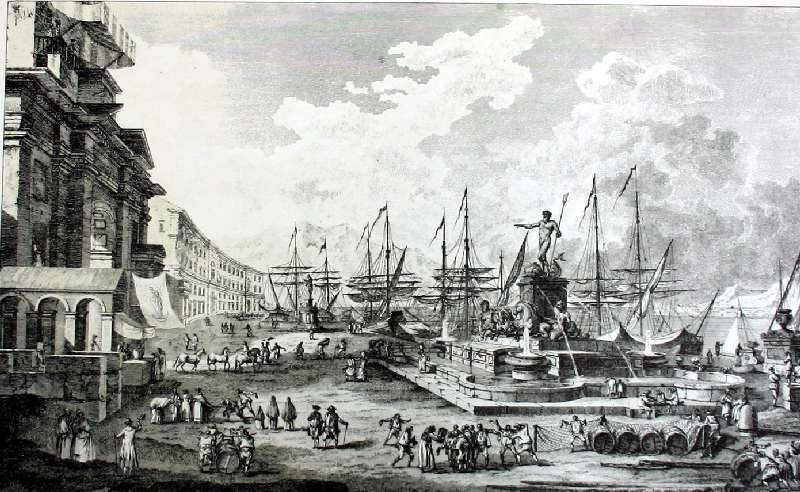
Puerta de la Logia
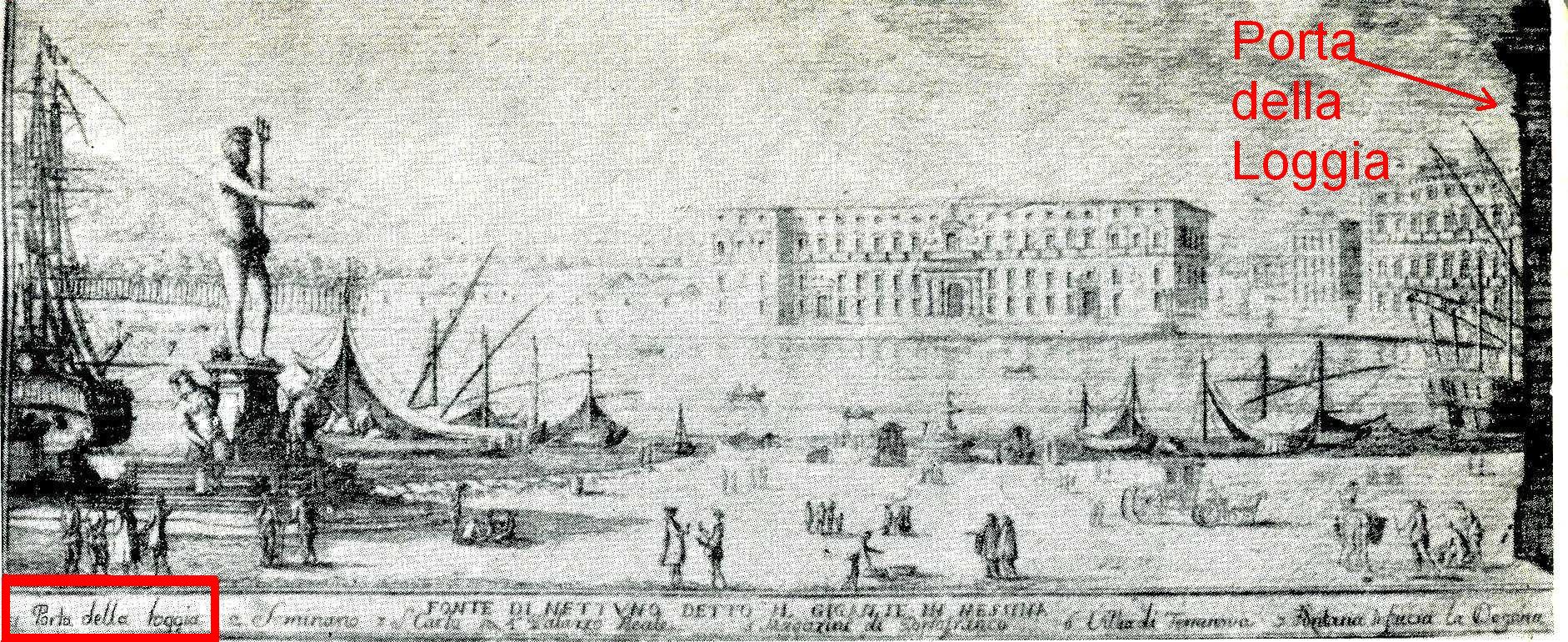
Puerta de la Logia
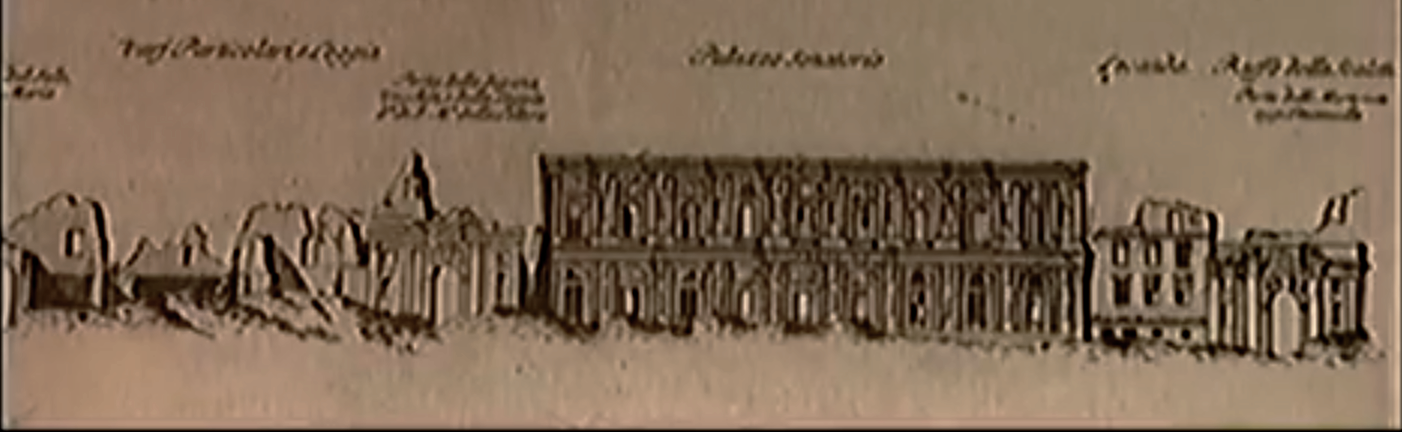
Porta della Loggia, destruida por el terremoto de 1783